# انبوهه جی

کلرید 1،1'-دی اتیل-2،2'-سیانین (کلرید شبه ایزوسیانین ، کلرید PIC)

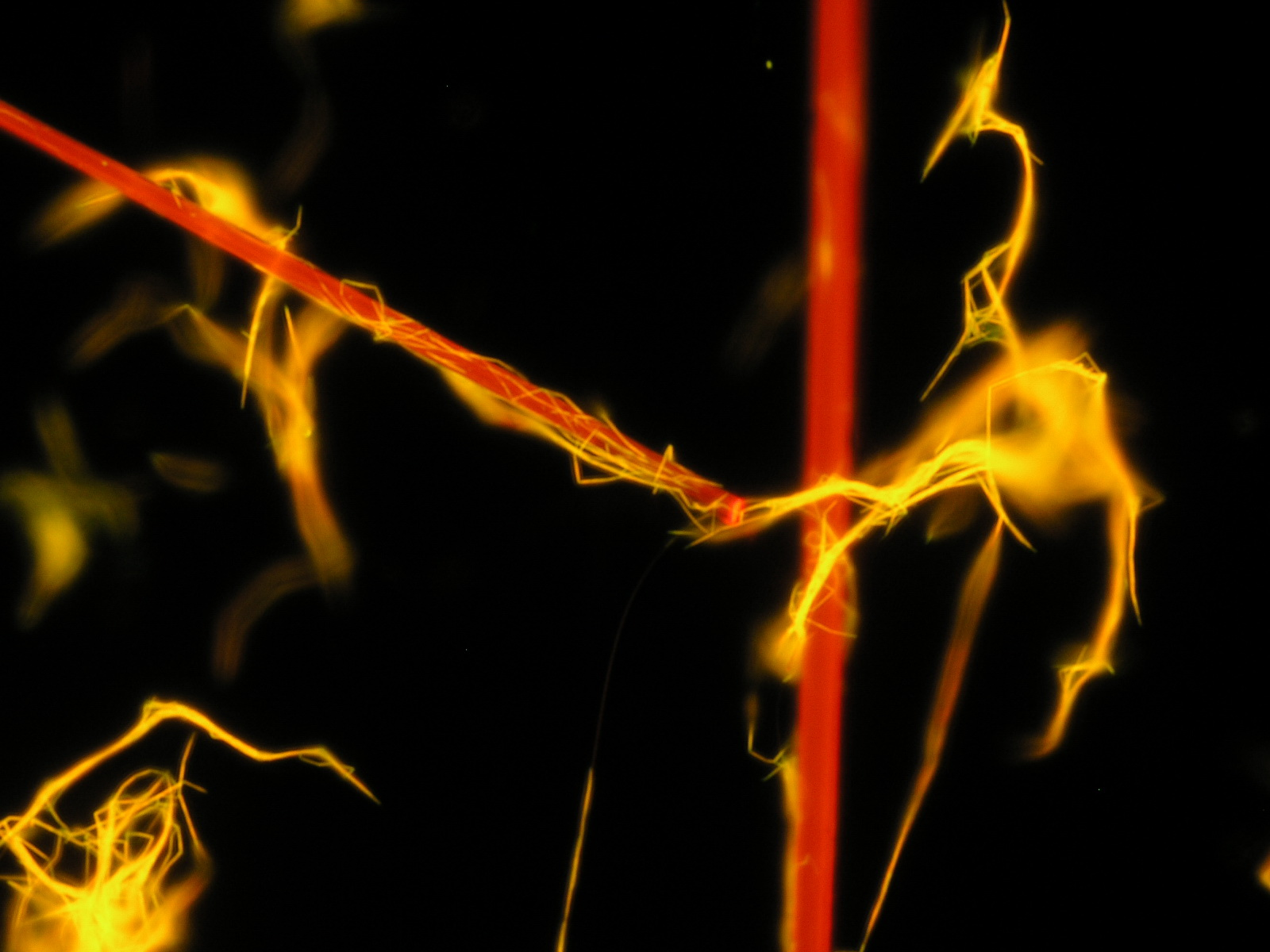
سنگدانه های J مانند الیاف (زرد) و ریزکریستالهای هدایت کننده نور (قرمز)

انبوهه جی نوعی رزانه با یک باند جذب  است که در اثر تجمع حلال یا افزودنی یا غلظت در نتیجه خود سازمان دهی شیمی سوپرا مولکولی به طول موج طولانی تر ( تغییر باتوکرومیک ) از افزایش درخشش ( ضریب جذب بالاتر).انتقال می یابدن. رنگ را می توان با یک تغییر کوچک استوکس با یک باند باریک بیشتر مشخص کرد.جی در انبوهه به ای.ای.جلی اشاره دارد که این پدیده را در سال ۱۹۳۶ کشف کرد. این رنگ همچنین به نام جی شایبه که در سال ۱۹۳۷ به طور مستقل در مورد این موضوع منتشر کرد ، یک مجموعه شایبه نیز نامیده می شود.
شایبه و جلی به طور مستقل مشاهده کردند که در اتانول رنگ PIC کلرید دارای دو ماکزیمم جذب وسیع در حدود۱۹۰۰۰cm −1 و۲۰۵۰۰ cm −1 (526 و 488 nm به ترتیب) و اینکه در آب حداکثر جذب تیز سوم در 17،500  cm −1 (571 نانومتر) ظاهر می شود.شدت این نوار با افزایش غلظت و افزودن کلرید سدیم بیشتر می شود . در قدیمی ترین مدل تجمع برای کلرید PIC ، مولکول های جداگانه مانند یک رول سکه روی هم قرار می گیرند که یک پلیمر فوق مولکولی را تشکیل می دهند ، اما ماهیت واقعی این پدیده تجمع هنوز در دست بررسی است. تجزیه و تحلیل پیچیده است زیرا کلرید PIC یک مولکول مسطح نیست. محور مولکولی می تواند در پشته کج شود و یک الگوی مارپیچ ایجاد کند. در مدل های دیگر ، مولکول های رنگ به صورت آجری ، نردبان یا راه پله جهت می گیرند. در آزمایش های مختلف مشخص شد که نوار J به عنوان تابعی از دما تجزیه می شود ، فازهای کریستال مایع با محلول های غلیظ شده و CryoTEM میله های انبوه ای  طول 350 نانومتر و قطر 2.3 nm  را نشان داد.
رنگهای انوهه جی با رنگهای پلی متین به طور کلی ، با سیانین ، merocyanines ، squaraine و perylene bisimides یافت می شوند . برخی از ماکروسیکلهای π-مزدوج ،توسط سواگر وهمکارانش در MIT ، گزارش شده است. همچنین تشکیل انبوهه جی را نشان داده و عملکرد کوانتومی فوتو لومینسانس فوق العاده بالایی را به نمایش گذاشته اند. در سال 2020 ، یک رنگ معروف سیانین (TDBC) با افزایش عملکرد کوانتومی فوتولومینسانس (> 50)) در محلول در دمای اتاق گزارش شد.
انبوهه های PIC مولکولی که خواصی شبیه J دارند ، نشان داده شده است که خود به خود به صورت رشته های دوبلکس DNA خاص دنباله می شوند. این انلوهه های مبتنی بر DNA ، معروف به جی بیتز (J-bits)، به عنوان یک روش از پایین به بالا برای جمع آوری خود P-J در داربست های DNA چند منظوره در مقیاس بزرگ مورد استفاده قرار گرفته است.

## همچنین ببینید
- H- سنگدانه ها ، که در آنها یک تغییر هیپسکرومیک با فلورسانس کم یا بدون آن مشاهده می شود.